# AZS Politechnika Poznańska (koszykówka)
AZS Politechnika Poznań – drugoligowa drużyna koszykówki męskiej, akademickiego związku sportowego Politechniki Poznańskiej.

## Skład
| Nr | Poz. | Nar.   | Nazwisko i imię     | Data urodzenia | Wzrost | Masa ciała |
| -- | ---- | ------ | ------------------- | -------------- | ------ | ---------- |
| 13 | SG   | Polska | Baszak, Tomasz      | 1982-02-11     | 183 cm | 70 kg      |
| 8  | SG   | Polska | Filarowski, Witold  | 1993-06-11     | 190 cm |            |
| 7  | PG   | Polska | Hybiak, Paweł       | 1989-05-04     | 173 cm | 66 kg      |
| 14 | C    | Polska | Metelski, Adam      | 1983-11-26     | 206 cm | 115 kg     |
| 5  | SF   | Polska | Pawełczyk, Wojciech | 1993-09-12     | 196 cm |            |
| 44 | C/F  | Polska | Rostalski, Maciej   | 1990-05-15     | 198 cm |            |
| 12 | PG   | Polska | Rutkowski, Mateusz  | 1993-07-14     | 178 cm | 76 kg      |
| 16 | G    | Polska | Rzeczkowski, Konrad | 1992-02-03     | 180 cm | 76 kg      |
| 22 | C/F  | Polska | Sobkowiak, Marek    | 1986-09-10     | 200 cm | 105 kg     |
| 30 | F    | Polska | Stankiewicz, Paweł  | 1982-07-06     | 195 cm |            |
| 10 | PF   | Polska | Szydłowski, Michał  | 1987-05-28     | 197 cm | 98 kg      |
| 4  | SG   | Polska | Ulchurski, Łukasz   | 1990-05-07     | 185 cm |            |
| 55 | C/F  | Polska | Wiciak, Adam        | 1993-04-27     | 201 cm |            |

Trener:  Waldemar Mendel
 Asystenci: -